# Juan de Urbina
Juan de Urbina (século XVI - século XVII), frequentemente referido na literatura lusófona por D. João de Horbina, foi um militar espanhol que se destacou na conquista dos Açores em 1583 e depois como governador do Castelo de São Filipe do Monte Brasil e como governador militar os Açores.

## Biografia
Exerceu as funções de Mestre-de-Campo e primeiro governador militar dos Açores, ficando instalado em Angra quando da conquista daquela cidade por D. Álvaro de Bazán, após o desembarque da Baía das Mós em 27 de Julho de 1583.
Urbina mantinha uma estreita relação com Miguel de Cervantes, de quem terá sido companheiro de armas na batalha de Lepanto.